# Ghouls 'n Ghosts
Ghouls 'N Ghosts (Japans: 大魔界村) is een computerspel dat werd ontwikkeld en uitgegeven door Capcom. Het spel kwam in 1988 uit als arcadespel en later voor verschillende homecomputers. Het spel speelt drie jaar na Ghosts 'n Goblins. Het koninkrijk wordt aangevallen door demonen. Princes PrinPrin is weer ontvoerd en het is aan Arthur, die wordt gespeeld door de speler, om in actie te komen.
Het spel kan met het toetsenbord of joystick bestuurd worden.

## Platforms
| Jaar | Platform                                                                                     |
| ---- | -------------------------------------------------------------------------------------------- |
| 1988 | Arcade                                                                                       |
| 1989 | Amiga, Amstrad CPC, Atari ST, Commodore 64, Sega Master System, Sega Mega Drive, ZX Spectrum |
| 1990 | SuperGrafx                                                                                   |
| 1994 | Sharp X68000                                                                                 |
| 2007 | Virtual Console (Wii)                                                                        |

Verder maakt het spel onderdeel uit van de volgende compilatiespellen:
- Capcom Generation 2 (PlayStation and Saturn)
- Capcom Generations: Chronicles of Arthur
- Capcom Classics Collection Vol. 1 (PlayStation 2 en Xbox)
- Capcom Classics Collection: Reloaded (PlayStation Portable)

## Ontvangst
| Beoordeeld door                 | Platform           | Datum             | Score |
| ------------------------------- | ------------------ | ----------------- | ----- |
| Your Commodore                  | Commodore 64       | januari 1991      | 91%   |
| The Video Game Critic           | Sega Mega Drive    | 12 oktober 1999   | 91%   |
| CU Amiga                        | Amiga              | januari 1990      | 89%   |
| Computer and Video Games (CVG)  | SEGA Master System | mei 1991          | 81%   |
| Mag'64                          | Wii                | 30 september 2012 | 80%   |
| SEGA-Mag (Objectif-SEGA)        | Sega Mega Drive    | 1 februari 2009   | 80%   |
| Your Commodore                  | Commodore 64       | maart 1990        | 75%   |
| Electronic Gaming Monthly (EGM) | SEGA Master System | 1990              | 75%   |
| Sega Collectors Guild           | Sega Mega Drive    | 18 augustus 2005  | 59%   |
| Power Play                      | SEGA Master System | mei 1991          | 38%   |

## Trivia
- Het spel is opgenomen in het boek 1001 Video Games You Must Play Before You Die van Tony Mott.